# 白垩刺皮耳
白垩刺皮耳（学名：Heterochaete cretacea）是属于银耳目银耳科刺皮耳属的一种真菌，群生于阔叶树枯枝上。该种分布于中华人民共和国境内及中南半岛。